# GALS!
『GALS!』（ギャルズ）は、藤井みほなによる漫画作品。『りぼん』（集英社）にて1999年2月号より2002年6月号まで連載された。2019年から続編が発表され、2022年に完結。2020年4月時点で累計発行部数は500万部を突破している。
また、それを原作としたテレビアニメが『超GALS! 寿蘭』（すーぱーギャルズ ことぶきらん）のタイトルで放送されたほか、コナミによってゲーム化され、3タイトルが発売された。

## 概要
東京都・渋谷を舞台に、3人の女子高校生ギャル（スケバン）が紆余曲折を経てかけがえのない親友となり、街に繰り出して遊び回ったり、それぞれの抱えている家庭問題を解決したり、支配欲の強い体育教師との対立、理解者の1人である担任教師の支援を受けて学園の問題を解決したりするヒューマンドラマ漫画作品。
連載当時の現代社会問題をも扱っており、「家庭問題による親や大人への反発」がキーコンセプトとなっている。主人公の少女の実家が代々警察官であるという堅苦しい家庭に反発して「今どきのギャル」になる、主人公の親友の一人が育児放棄（ネグレクト）によって中学時代は荒れていた上に最終的に親に捨てられる、もう一人の親友が厳格な家庭で「優等生でいなければならない重圧」に耐え兼ねて援助交際をして鬱憤を晴らしていた、などの問題を時間が経つに連れて家庭問題の解決・不良行為からの更生を果たす主人公たちの成長・幸福に至るまでの物語を描いていく。
続編として「！」を一つ増やした『GALS!!』がマンガMeeにて連載。2002年の時間軸で高校を卒業した蘭達が描かれる。

## あらすじ
渋谷最強のカリスマ女子高生・寿蘭とその友人・星野綾と山咲美由の友情を描いた物語。初めは3人とも、相手をよく思っていなかったが、様々な出来事を共に経験するうちに、心を開いてゆく。途中友情関係がぎこちなくなったり、恋愛がうまくいかずに悩んだりしたが、最終的には3人が共に「最高の友達」と呼び合える関係になっていく。

## 登場人物

### 鳳南高校（ほうなんこうこう）
蘭含む、物語の主要人物が通う私立高校。蘭・美由・綾・沙夜の4人には生年月日・身長・体重・血液型の設定は無い。
寿 蘭（ことぶき らん）
声 - 豊口めぐみ
本作の主人公。警官一家の長女（第2子）で、鳳南（ほうなん）高校に在学。「渋谷最強のギャル」とその名が知れたカリスマ女子高生。星座は射手座。代々警察官で両親と兄が警察官、妹が警察官志望であるにも関わらず、本人は「今が楽しければそれでよし」と考えている。努力と勉強が嫌いでマイペース。金欠にも関わらず、渋谷で遊びまくる日々を謳歌している。中学の頃から先生の言うことは聞かず、服装の乱れも激しい問題児で、高校生になってもそれは変わらず、1年生の時に、体育教員・群青先生と殴り合いになり、10日間の自宅謹慎となった（本当は退学処分となるはずだったが、中西先生が校長に頭を下げ、自宅謹慎になった）。反面、友達想いで情も厚く、正義感が強く直情的で、一部の人間からは評価されている（警察官である両親や兄の正義感に影響を受けている側面もある）。赤メッシュが特徴で、髪型や色の変化も激しく、赤メッシュ・茶髪ストレート（中学生時代）→赤メッシュ・茶髪パーマ→オレンジ→赤メッシュ・茶髪パーマ→金髪→赤メッシュ・茶髪パーマ、と変化している。
成績は悪く、評定のほとんどが2だが運動神経だけは良く、体育の成績は5。そのため、中西先生と夏休みに補習をサボったのを見逃す代わりに、体育祭でクラスを優勝に導くことを約束し、優勝した。成績は悪いが、奇跡的に進級している。
渋谷では名の知れた存在で、蘭が2年生になった時、蘭に憧れて鳳南高校に入学した1年生が多かった。そのこともあって2年生の時に、「渋谷部」を設立。3年生になった時には、部員が100人前後までになった。
小学生の頃は警官を志していたものの、服装規定があるとの理由で現在のような性格になるが、兄の事故もあって最終的に警官になる決心をする。『超こち亀』の1ページトリビュート漫画では女性警察官になり、渋谷警察署に配属されている。
アニメではひょんなことから何度か人格がガラリと変わったり（内一回はこれまでと打って変わって警官を志している）、沙夜と体が入れ替わったことがある。
山咲 美由（やまざき みゆ）
声 - 池澤春菜
蘭の中学時代からの友人。星座は蠍座。蘭いわく「ぺちゃパイ」。中学時代は不良チーム「レジスタン」のリーダーで荒れていたが、蘭の兄・大和のおかげで更生できた。以来、大和とは相思相愛の関係にある。大人の言いなりになるようで嫌だからと、金髪だけはそのままにしているが、メッシュは「蘭みたいだから嫌だ」と大和に言われたため、行っていない。かなりのぶりっ子でもあるが、元不良少女であったために根は怖く、自立心は強い。また、ストーカーに目をつけられても一切動じない面もある。反面、孤独を人一倍恐れてもおり、大和と婚約し「お前はひとりじゃない」と言われた際には「生まれて初めて安心した」と号泣していた。
幼い頃に両親が離婚、その後再婚。しかし母親（声 - 村井かずさ）はやさぐれて育児放棄しており、自宅には帰らず（一時期、寿家に居候させてもらっていた）、最終的には高校3年生の夏、完全に見捨てられ以来消息を絶っている。その時、母親自身も美由の祖母であり、自身の母に捨てられたと語っている。高校卒業後に大和と結婚。保育士を目指し短期大学に進学する。
家事全般が得意で、特に料理が上手。唐揚げの香りだけで、朝が苦手な蘭を一発で起こすことが出来る。
星野 綾（ほしの あや）
声 - 壱智村小真
蘭のクラスメイト。星座は山羊座。成績は学年首席で、純情な美少女。本人によると家が厳しいらしく、優等生でいることのプレッシャーから自暴自棄になって援助交際をしていたが、そのことを蘭に叱られたことで目を覚まし改心、仲良くなった。高校卒業後は国立大学（乙幡と同じ大学）に進学する。
中西先生（なかにし せんせい）
声 - 真夏竜
蘭達の担任教師。通称：ナカセン。生徒想いだが、蘭には手を焼いている。蘭は「ナカセン係」を自称していた。蘭専用のハリセンを持ち歩いており、しょっちゅう使用せざるを得ない事柄があるため、卒業直前にはボロボロになっていた。
群青先生（ぐんじょう せんせい）
声 - 西前忠久
体育教員。自己中心的かつ傲慢な性格で、自分のクラスを思いのまま牛耳り、自分の思い通りにならない、もしくは自分の気に食わない生徒を許さない独善的な男。蘭が生徒同士の苛めを目撃しそれを止めようとしていたところ、彼は「お前のような問題児は信じない」と発言したり、運動会でも練習の際には中西先生に対し「あんな問題児にリーダーを任せるのはどうなのか」「中西のクラスは団結力が無い」などと心無い発言をしていた。蘭たちが1年生の時に、蘭を殴ったことで実態が暴かれ（蘭も殴り返してしまったため、10日間の自宅謹慎となる）、マミが通う高校に異動させられた。信じられる相手もおらず、信じてくれる相手もいないことから、蘭たちにむしろ「かわいそう」だと評される。
ガングロレッド、ガングロイエロー、ガングロブルー
声 - 玉木有紀子（レッド）、春林（イエロー）、山崎幸（ブルー）
通称「ガングロトリオ」。蘭とは事あるごとに揉め事を起こすが3人がかりでも蘭には勝てない。最初は1人白。3人とも彼氏募集中。
裏設定として、りか・ゆか・みかという本名がある。
小峰 真希（こみね まき）
声 - 笹本優子
蘭に憧れている女の子。
菊池理恵（りえ）、飯田皐月（さつき）
声 - 島涼香（理恵）、山崎幸（皐月）
蘭・美由・綾のクラスメイト（原作で綾は途中から進学クラスになる）。蘭とは小学校からの付き合い。髪色はアッシュグレイをしているのが理恵、金髪ポニーテールをしているのが皐月。いつも二人で行動している。
浅井 栞（あさい しおり）
声 - 氷上恭子
浅井 孝司（あさい たかし）
声 - 松田佑貴
タケル
声 - 草尾毅
鳳南高校の生徒。金儲けのために、自分に惚れている幸恵にひったくりやおやじ狩りをさせていた。
持田 幸恵（もちだ ゆきえ）
声 - 前田愛（AIM）
鳳南高校の生徒。タケルに見捨てられたくないために、犯罪に手を染めていた。蘭に諭され、タケルを諦めることになる。
片瀬（かたせ）
2年生から進学クラスになった綾のクラスメイト。綾に好意を寄せており、麗との関係に悩み、成績を落とした綾を支える。親が政治家で成績優秀、クラス委員長の優等生だが…。

### 明匠第一高校（めいしょうだいいちこうこう）
乙幡などが通う、進学校の男子校。蘭が学校指定の鞄を欲しがっている。
乙幡 麗（おとはた れい）
声 - 神谷浩史
明匠第一高校生。誕生日は3月6日。身長180cm、体重59kg。血液型B型。
「スーパー高校生グランプリ」で優勝したイケメン高校生。ギャルの間ではアイドル的存在だが、本人はありがたく思っておらず少々迷惑な表情を見せている。根はクールで蘭や自他共に認める「顔に似合わず嫌味」な性格。また極度なまでの面倒くさがり。綾とつきあうも、お互いの性格が災いして、すれ違うことも多い。高校卒業後は難関国立大学に進学。
麻生 裕也（あそう ゆうや）
声 - 鈴村健一
麗と同じ高校に通う高校生。誕生日は11月27日。身長182cm、体重61kg。血液型O型。高所恐怖症。
「スーパー高校生グランプリ」2位受賞。そのため愛称は「2位」。蘭に惚れているものの、奥手であり本人の前では緊張してしまう。その後、紆余曲折の末にマミと付き合う。高校卒業後は立教大学に進学する。

### 寿家
寿 泰三（ことぶき たいぞう）
声 - 松尾銀三（第2-14話）→立木文彦（第25-52話、松尾の急逝にともない交代）
蘭の父で警察官。寿家が警察官の多い家系であり、また自身も警察官であるため、どうにかして蘭を警察官にしようとするが、なかなか聞き入れてもらえず頭を悩ませている。興奮しやすい性格の持ち主で、感情が高ぶるとジャイアントスイングをかます危険人物でもある。大和に紹介された美由を気に入り、息子に「婚約したからには責任（絶対に幸せにするという意味）を持て」と父親らしい一面も見せた。
寿 清香（ことぶき きよか）
声 - 小林優子
蘭の母で婦人警察官。すでに成人の息子（大和）を持つ身でありながら、とても若く見える。興奮しやすい性格の夫とは対照的に、何事にもクールで淡々としている。自宅でも常に警官の制服を着ている。夫同様、美由を気に入り、実の娘のように接する。
寿 大和（ことぶき やまと）
声 - 高橋広樹
蘭の兄で、渋谷の交番勤務の巡査。美由の中学生時代に、親身になって接したことがきっかけで恋人同士に。ただし極度なまでの生真面目で、自分の抑えが効かなかったら怖いからと、長い間、自室に迎え入れず、キスすらしていなかった。美由が高校1年の時、両親に紹介して婚約、初キスに至る。美由と二人きりでデートしようとするも、しょっちゅう蘭たちが乱入して邪魔されている。
原作終盤、直樹を助けようとして事故に遭い意識不明に陥るも、奇跡的に回復。このことがきっかけで蘭は警察官になる決意をする。美由が高校卒業後、ハワイで結婚式を挙げた。
寿 沙夜（ことぶき さよ）
声 - 釘宮理恵
蘭の妹で、警察官志望。蘭と同様に正義感が強い。口癖は「〜ダッチュ」。星座は獅子座。物語開始時は中学生で、恋人の匡人とコンビを組み「中坊デカ」として渋谷を守るために様々な活動をしていた。後に鳳南高校に入学する。直樹に好意を寄せられていたが本人は気づいていなかった。
中学生の時に前髪を短く切りすぎてしまい、ごまかすために帽子をかぶっていた。が、その姿で学校に行ったところを匡人に惚れられ、それ以来帽子を愛用している。
アニメでは蘭が福引きで手に入れた謎のボールを蘭と彼女が挟む形となった際、ひょんなことからそれが交互に両者の顔面に当たり、その結果体が入れ替わってしまい騒動となったことも（なお、その回のラストでは麗と裕也も入れ替わっている）。

### その他の人物
黒井 達樹（くろい たつき）
声 - 小尾元政
町田西高校に通う、通称（自称）「町田のブラック」。蘭からは「タツキチ」と呼ばれる。色黒だが、ガングロトリオらとは違い、地黒である。運動神経が良く、パラパラが得意。また町田から渋谷まで自転車をこいで来る体力もある。ただし勉強に関しては、進級試験を何度も受けるなどに破滅的。実家はラーメン屋。
蘭とつきあい、渋谷のバカップルとして評判になるが、原作終盤ですれ違いが重なってしまう。そのため、大和が弟のせいで事故にあった際にも、なかなか傍に行くことが出来なかった。
黒井 直樹（くろい なおき）
声 - 阪口大助
達樹の弟。プリクラに写った蘭（しかも変顔）に惚れ、町田から渋谷まで来た。極度なまでに惚れやすい性格で、蘭の他に美由、沙夜、綾など、様々な女性（蘭→美由→沙夜→綾→モンキチ）に惚れていた。他者にあだ名をつけるクセがあり、「ランラン」「ミユミユ」など、2文字を2回繰り返す。通称「ナオキチ」。ラーメン屋になるのが夢。アニメでは綾には惚れず、アニメオリジナルキャラクターの月野霞に惚れていた。
原作終盤、従兄弟のバッグをひったくりした犯人を無謀に追い掛け、トラックにはねられそうになったところを大和に救われる。原作者によれば、このエピソードは初期から決まっており、直樹は「キーパーソンになるべく登場させた」とのこと。
祝 匡人（いわい まさと）
声 - 宮田幸季
沙夜の彼氏。沙夜の帽子姿に惚れ、バカップルとなる。当初は沙夜と2人で「中坊デカ」として渋谷の平和を守ろうとしていた。高校に入っても直樹を加え、刑事ごっこは続く。
本多 マミ（ほんだ マミ）
声 - 石津彩
蘭の最大のライバルで、池袋を縄張りにしている女子高生。鈍感。ふとしたことで裕也に惚れ、強引に付き合うことになるが、最終的には両想いになった。蘭と互角に戦うほどの実力で、アクロバット神経は僅差で蘭に勝っている。蘭に惚れていた裕也に「マミが一番」だと言われて以来、蘭を敵視しなくなったかに見えたが、結局何かにつけて張り合う性質は変えられず、蘭からも「それでこそマミリンだぜ」と叫ばれ、生涯のライバルとなった。高校卒業後は進学せず、池袋のショップで働くことになる。
アニメ版では本多財閥の娘で、お嬢様学校に通うエリート女子高生でもある。
工藤 ハルエ（くどう ハルエ）
声 - 高木礼子
マミとともに行動する女子高生。中学時代、不良チーム「イーグル」に所属していた。中学生時代の美由とは、お互い縄張りを争った因縁の関係にあったが、最終的には打ち解けた。高校卒業後は、マミと同じ店で働く予定であったが紆余曲折を経て現在は黒井兄弟の実家のラーメン屋で住み込みで働いている。
月野 霞（つきの かすみ）
声 - 笹本優子
アニメオリジナルキャラクター。物語後半に登場し、ことあるごとに蘭を執拗にライバル視するメガネと3つ編みの女子中学生。その地味な外見に似合わず過激派で、ギャルを目指しており、伝説の渋谷カリスマギャルに憧れている。ラストは昔の憧れているギャルは永久であること判明して彼女の一言で改心するが、本来の性格があまり変わらない。
姫島 永久（ひめじま とわ）
声 - 斎藤恵理
アニメオリジナルキャラクター。愛称は「とわりん」。渋谷の静かな角で経営している喫茶店「パームツリー」の店長。大和と蘭とは腐れ縁のような知り合い。蘭のある恥ずかしい秘密を把握している模様、蘭に苦手意識を感じさせる数少ない人物。
かつて渋谷のカリスマギャルだったが、ある日渋谷から離れ、伝説のような存在になっている。アニメ最終回は「パームツリー」の店長から身を引き、再び渋谷から離れる。
松田 U作（まつだ ユーさく）
声 - 樫井笙人
アニメオリジナルキャラクター。沙夜たちがハマっているドラマ「走れ! お台場COP」の初代主人公、工藤刑事役の俳優（松田優作がモデル）。作中劇内で殉職し主役を降板させられるが、ゾンビ刑事として復帰する。姫島永久とは学生時代の同級生で、当時のあだ名は「半魚人くん」。

## 書誌情報
- 藤井みほな 『GALS!』 集英社 〈りぼんマスコットコミックス〉、全10巻
  1. 1999年8月6日発売[4]、ISBN 4-08-856158-9
  2. 2000年1月14日発売[5]、ISBN 4-08-856185-6
  3. 2000年5月15日発売[6]、ISBN 4-08-856204-6
  4. 2000年10月13日発売[7]、ISBN 4-08-856231-3
  5. 2001年1月15日発売[8]、ISBN 4-08-856251-8
  6. 2001年5月15日発売[9]、ISBN 4-08-856281-X
  7. 2001年10月15日発売[10]、ISBN 4-08-856318-2
  8. 2002年1月15日発売[11]、ISBN 4-08-856341-7
  9. 2002年3月15日発売[12]、ISBN 4-08-856358-1
  10. 2002年7月15日発売[13]、ISBN 4-08-856387-5
- 藤井みほな 『GALS!!』 集英社 〈りぼんマスコットコミックス〉、全5巻
  1. 2020年4月24日発売[14]、ISBN 978-4-08-867584-8
  2. 2020年8月25日発売[15]、ISBN 978-4-08-867604-3
  3. 2021年3月25日発売[16]、ISBN 978-4-08-867621-0
  4. 2022年2月25日発売[17]、ISBN 978-4-08-867666-1
  5. 2023年3月24日発売[18]、ISBN 978-4-08-867717-0

## テレビアニメ
『超GALS! 寿蘭(すーぱーギャルズことぶきらん)』のタイトルでテレビ東京系列にて放送された。放送期間は2001年4月1日から2002年3月31日。アニメ製作はぴえろ。字幕放送を実施。
全52話中、日本国内向けのVHSやDVDでは26話までしか収録されておらず、27話以降は発売されていない。アメリカでは「コンプリートコレクション2」として27話から52話まで全話ソフト化がなされている。

### アニメ版の特徴
作中では様々なパロディネタが多く登場した。中西先生が「教師生活25年」（『ど根性ガエル』の町田先生のセリフ）であったり、「劇中劇の「走れ! お台場COP」（『太陽にほえろ!』と『踊る大捜査線』）や、蘭の必殺技に「ダブル厚底ブーメラン」（『ゲッターロボ』）が登場したり、蘭が渋谷戦士マルキュームーン（『美少女戦士セーラームーン』）に変装したりなど多彩である。後半は特にそのパロディ傾向が顕著になった。
また、本編内にはアイキャッチがよく使われる。主に場面転換時に使われ、本来アイキャッチが使われるべきCM前後は端にタイトルロゴが出るだけであることもあった。

### スタッフ
- 原作 - 藤井みほな（集英社「りぼんマスコットコミックス」刊）
- 監督 - 小林常夫
- シリーズ構成 - 久保田雅史
- キャラクターデザイン - 楠本祐子、田中比呂人
- 美術監督 - 東潤一
- 色彩設計 - 佐藤祐子、加瀬結起
- 撮影監督 - 蓜島尚久
- 編集 - 松村正宏
- ビデオ編集 - 東京現像所
- 音響監督 - 亀山俊樹
- 音楽 - 七瀬光
- プロデューサー - 具嶋朋子、津野竜之輔
- 製作 - テレビ東京、ぴえろ

### 主題歌
オープニングテーマ「ア☆イ☆ツ」
作詞・作曲 - かな / 編曲 - 野山昭雄 / 歌 - dicot
エンディングテーマ「抱きしめたい」
作詞 - 高木郁乃 / 作曲・編曲 - 吉田ゐさお / 歌 - Jungle Smile

### 各話リスト
| 話数 | サブタイトル                            | シナリオ       | 絵コンテ          | 演出           | 作画監督          | 放送日        |
| ---- | --------------------------------------- | -------------- | ----------------- | -------------- | ----------------- | ------------- |
| 1    | 天下のギャル・イケイケ→寿蘭             | 久保田雅史     | 小林常夫          | 青木佐恵子     | 大竹紀子          | 2001年 4月1日 |
| 2    | 渋谷・ハラハラ→大捜査線                 | 佐藤博暉       | 太田博光          | 久城りおん     | 大坪幸麿          | 4月8日        |
| 3    | オンナゴコロ・ドキドキ→赤メッシュ       | 阪口和久       | 春野徹也          | 春野徹也       | 石倉敬一          | 4月15日       |
| 4    | アルアル? ナイナイ?→おとこ運?           | 関島眞頼       | 松浦錠平          | 松浦錠平       | 中山正恵          | 4月22日       |
| 5    | ハート・バラバラ→綾と絶交!?             | 佐藤博暉       | 阿部記之          | 畠山茂樹       | 北野幸広          | 4月29日       |
| 6    | プール・ワクワク→チユーボー刑事!        | 阪口和久       | 畠山茂樹          | 畠山茂樹       | 河村明夫          | 5月6日        |
| 7    | 黒い影・ヒタヒタ→狙われた美由           | 久保田雅史     | 小柴純弥          | 久城りおん     | 大坪幸麿          | 5月13日       |
| 8    | ココロ・チクチク→美由の過去             | 久保田雅史     | 阿部記之          | うえだしげる   | 大竹紀子          | 5月20日       |
| 9    | 想い出・ボロボロ→沙夜が誘拐?            | 佐藤博暉       | 青木佐恵子        | 青木佐恵子     | 石倉敬一          | 5月27日       |
| 10   | 裕也・ソワソワ→ライバル登場!            | 阪口和久       | 松浦錠平          | 松浦錠平       | 中山正恵          | 6月3日        |
| 11   | 渋谷横断・チキチキ→グランプリ           | 阪口和久       | 畠山茂樹          | 畠山茂樹       | 北野幸広          | 6月10日       |
| 12   | 約束・バイバイ→剣道少女                 | 久保田雅史     | 冨永恒雄          | 熨斗谷充孝     | 大坪幸麿          | 6月17日       |
| 13   | 超お嬢様・ブリブリ→寿蘭                 | 阪口和久       | 夏野徹也          | 夏野徹也       | 大竹紀子          | 6月24日       |
| 14   | 真希・ピカピカ→ギャル一年生!            | 久保田雅史     | 畠山茂樹          | 畠山茂樹       | 桜井木ノ実        | 7月1日        |
| 15   | リベンジ・メラメラ→スノボーバトル       | あみやまさはる | 下田正美          | 下田正美       | 石倉敬一          | 7月8日        |
| 16   | 木漏れ日・キラキラ→恋愛記念日           | 金巻兼一       | 松浦錠平          | 松浦錠平       | 中山正恵          | 7月15日       |
| 17   | 恋ゴコロ・ユラユラ→綾が告白!?           | 金巻兼一       | 福多潤            | 熨斗谷充孝     | 大坪幸麿          | 7月22日       |
| 18   | お台場・バチバチ→大決戦!                | 金巻兼一       | 秋野徹也          | 秋野徹也       | 北野幸広          | 7月29日       |
| 19   | 太陽・サンサン→夏オンナ!                | 阪口和久       | 下田正美          | うえだしげる   | 大竹紀子          | 8月5日        |
| 20   | マミリン・メロメロ→初恋の人             | 久保田雅史     | 畠山茂樹          | 畠山茂樹       | 実原登            | 8月12日       |
| 21   | 必勝・ゴーゴー→体育祭                   | あみやまさはる | うえだしげる      | うえだしげる   | 石倉敬一          | 8月19日       |
| 22   | 学祭・パラパラ→明匠クイーン             | 金巻兼一       | 下田正美 押切美緒 | 熨斗谷充孝     | 大坪幸麿          | 8月26日       |
| 23   | はがせ・ベリベリ→教師のメッキ           | 阪口和久       | 東野はじめ        | 松本マサユキ   | 大竹紀子          | 9月2日        |
| 24   | 町田へ・サル去る→タツキチ失恋!?         | あみやまさはる | 影山楙倫          | 松浦錠平       | 中山正恵          | 9月9日        |
| 25   | 大和・マジマジ→プロポーズ!?             | 関島眞頼       | えんどうてつや    | えんどうてつや | 北野幸広          | 9月16日       |
| 26   | 超刑事・バリバリ→寿蘭                   | 久保田雅史     | 菊池一仁          | 畠山茂樹       | 河村明夫          | 9月23日       |
| 27   | ブラザー・キチキチ→ナオキチ見参!        | あみやまさはる | 下田正美          | 今千秋         | 石倉敬一          | 9月30日       |
| 28   | 裕也・ナクナク→男を語る                 | 阪口和久       | 冨永恒雄          | 熨斗谷充孝     | 昆富美子          | 10月7日       |
| 29   | マミリン・ラブラブ→裕也にほれる         | 関島眞頼       | 冬野徹也          | 冬野徹也       | 大竹紀子          | 10月14日      |
| 30   | ブクロ・グルグル→エクステの謎           | 佐藤博暉       | 佐藤真二          | 松本まさゆき   | 下坂英男          | 10月21日      |
| 31   | ウェルカム・ウキウキ→開店!パームツリー  | 久保田雅史     | 佐藤まさふみ      | 畠山茂樹       | 実原登            | 10月28日      |
| 32   | 蘭ぴょん・イライラ→新たなライバル!?     | 阪口和久       | えんどうてつや    | えんどうてつや | 石倉敬一          | 11月4日       |
| 33   | カスミ・ムカムカ→リベンジ大作戦!        | 阪口和久       | 今千秋            | 今千秋         | 北野幸広          | 11月11日      |
| 34   | 綾っぺ・ウルウル→乙幡病                 | あみやまさはる | 冨永恒雄          | 熨斗谷充孝     | 昆富美子          | 11月18日      |
| 35   | 恋愛予報・モヤモヤ→乙幡のち片瀬!?       | 浅川美也       | 佐藤まさふみ      | 松本まさゆき   | 寺沢伸介          | 11月25日      |
| 36   | 温泉・ビバビバ→北の湯けむりギャル事件   | 関島眞頼       | 佐藤真二          | 熨斗谷充孝     | 下坂英男          | 12月2日       |
| 37   | 秘密・バレバレ→マミリンの危機!          | 久保田雅史     | えんどうてつや    | えんどうてつや | 大竹紀子          | 12月9日       |
| 38   | ココロ・ジンジン→乙幡の言葉             | あみやまさはる | 佐藤まさふみ      | 畠山茂樹       | 実原登            | 12月16日      |
| 39   | 聖夜・リンリン→恋の非常ベル             | 佐藤博暉       | 榎本昭宏          | 伊達麻希子     | 東條健次 石倉敬一 | 12月23日      |
| 40   | 蘭ぴょん・クラクラ→沙夜になる!?         | 久保田雅史     | 冨永恒雄          | 熨斗谷充孝     | 田中誠輝          | 2002年 1月6日 |
| 41   | 渋谷戦士・ナゾナゾ→マルキュームーン     | あみやまさはる | 佐藤まさふみ      | 松本まさゆき   | 飯飼一幸          | 1月13日       |
| 42   | 泰三・ノリノリ→警官養成プロジェクト!    | 阪口和久       | 榎本明広          | 矢野篤         | 下坂英男          | 1月20日       |
| 43   | 純情・モジモジ→理恵の恋バナ             | 佐藤博暉       | 伊達麻希子        | 伊達麻希子     | 北野幸広          | 1月27日       |
| 44   | 殉職・シクシク→お台場シャーク最後の日!  | 関島眞頼       | 佐藤まさふみ      | 畠山茂樹       | 実原登            | 2月3日        |
| 45   | 恋模様・イロイロ→バレンタインデー       | 阪口和久       | 熨斗谷充孝        | 熨斗谷充孝     | 村上勉            | 2月10日       |
| 46   | 激突・チュルチュル→ラーメンバトル!      | 浅川美也       | 佐藤真二          | 昭島三十郎     | 石倉敬一          | 2月17日       |
| 47   | カスミ・ポカポカ→憧れのコート           | あみやまさはる | 佐藤まさふみ      | 松本まさゆき   | 飯飼一幸          | 2月24日       |
| 48   | ギャルバトル・ガンガン→マミリン破局!?   | 浅川美也       | しぎのあきら      | 土屋浩幸       | 下坂英男          | 3月3日        |
| 49   | 傷心・ヒリヒリ→美由の帰る場所           | 久保田雅史     | 吉田義樹          | 吉田義樹       | 北野幸広          | 3月10日       |
| 50   | 恋の疑惑・ザワザワ→冷たい春風           | 阪口和久       | 佐藤まさふみ      | 畠山茂樹       | 実原登            | 3月17日       |
| 51   | 友情・ニコニコ→心のIDプレート           | 浅川美也       | 今千秋            | 熨斗谷充孝     | 昆富美子          | 3月24日       |
| 52   | さよなら・ランラン→渋谷の空は変わりなく | 久保田雅史     | 小林常夫          | 今千秋         | 大竹紀子          | 3月31日       |

### ネット局
| 放送期間                     | 放送時間         | 放送局         | 対象地域       | 備考   |
| ---------------------------- | ---------------- | -------------- | -------------- | ------ |
| 2001年4月1日 - 2002年3月31日 | 日曜 8:30 - 9:00 | テレビ東京     | 関東広域圏     | 製作局 |
|                              |                  | テレビ北海道   | 北海道         |        |
|                              |                  | テレビ愛知     | 愛知県         |        |
|                              |                  | テレビ大阪     | 大阪府         |        |
|                              |                  | テレビせとうち | 岡山県・香川県 |        |
|                              |                  | TVQ九州放送    | 福岡県         |        |
| 不明                         | 金曜 7:00 - 7:30 | 奈良テレビ     | 奈良県         | 独立局 |

アニマックスでは、2005年秋から翌2006年初頭に本放送同様全話放送された。

## ゲーム
- 超GALS! 寿蘭（ゲームボーイ） - 2001年7月26日発売 本編は早押し形式のクイズゲームや「携帯早打ちバトル」などのミニゲームを勝ち抜いてファッションアイテムをコレクションしていく内容[22]。
- 超GALS! 寿蘭2〜ミラクル→ゲッティング〜（ゲームボーイ） - 2002年2月7日発売[注釈 10]
- 超GALS! 寿蘭すぺしゃる〜イケメンゲッチューギャルズパーティー（PlayStation ） - 2002年8月8日発売

## コラボレート
2021年6月29日より本作とCECIL McBEEがコラボレートし、アパレルアイテムが販売。同日に公開された話では、CECIL McBEE渋谷店の店長となったマミが蘭、美由、綾をコーディネートするエピソードが作中で描かれている。
2021年9月4日に行われた「第33回 マイナビ 東京ガールズコレクション（TGC） 2021 AUTUMN／WINTER」にて、本作とイベントのコラボステージが開催。コラボのために藤井がイラストを描きおろしている。
2023年6月9日から15日まで、韓国のアパレルブランド・KIRSHとコラボレートし、韓国の現代百貨店板橋店にてポップアップストアを展開。販売されるコラボアイテムは、本作に登場する1990年代のファッションをもとにデザインされている。